# Oscar Laud
Oscar Laud (ur. 1 maja 1976) – ghański piłkarz grający na pozycji napastnika. W swojej karierze rozegrał 4 mecze i strzelił 1 gola w reprezentacji Ghany.

## Kariera klubowa
Swoją karierę piłkarską Laud rozpoczął w klubie Dawu Youngstars FC. W 1993 roku zadebiutował w jego barwach w ghańskiej pierwszej lidze. W 1994 roku przeszedł do Zamaleku. Grał w nim przez rok. W 1995 roku wrócił do Dawu Youngstars. W 1998 roku wyjechał do Niemiec i do końca kariery grał w tamtejszych klubach. Był zawodnikiem kolejno: Kickers Emden (1998–2001), SV 19 Straelen (2002–2004), Eintrachtu Emmerich (2006–2008), SV Vrasselt (2008), DJK Hüthum-Borghees (2009–2010), Germanii Wemb (2010–2013) i SV Schottheide-Frasselt (2013–2014).

## Kariera reprezentacyjna
W reprezentacji Ghany Laud zadebiutował 2 stycznia 1994 roku w zremisowanym 1:1 towarzyskim meczu z Tunezją, rozegranym w Akrze. W debiucie strzelił gola. W 1994 roku został powołany do kadry na Puchar Narodów Afryki 1994. Na tym turnieju nie rozegrał żadnego spotkania. Od 1994 do 1995 rozegrał w kadrze narodowej 4 mecze i strzelił 1 gola.